# Axel Johan Lindersköld
Axel Johan Lindersköld, tidigare Lindblom, född 24 februari 1781, död 13 oktober 1838 i Rystads församling, Östergötlands län, var ett svenskt bergsråd och kammarherre.

## Biografi
Axel Johan Lindersköld föddes 1781. Han var son till biskopen Jakob Axelsson Lindblom i Linköpings stift. Lindersköld blev student 1787 vid Uppsala universitet, 1797 vid Greifswalds universitet och 26 september 1801 vid Kungliga Akademien i Åbo. Han avlade juridisk examen vid Uppsala universitet och 28 september 1802 bergsexamen vid Kungliga Akademien i Åbo. Lindersköld blev 5 juli 1802 auskultant i Bergskollegium. Han adlades Lindersköld 9 december 1802  och introducerades 1803 i Sveriges Riddarhus som nummer 2176. Lindersköld blev 15 mars 1804 vice notarie i Bergskollegium,  hovjunkare 3 juli 1805,  härold vid Nordstjärneorden 3 juli 1809,  assessor i Bergskollegium 5 juni 1809 och  kammarjunkare 29 juni 1809. Från 1 november 1809 till 1 november 1811 var han tjänstledig på grund av en utrikes resa. Lindersköld blev 29 april 1817 bergsråd och 1818 kammarherre hos kronprinsen. Han utnämndes 11 maj 1818 till riddare av Nordstjärneorden. Den 4 december 1820 tog han avsked från ämbetet som bergsråd. Han var från 1820 till 1828 ordförande i Åkerbo, Hanekinds och Bankebergs hushållningsgille. Lindersköld avled 1838 i Rystads socken.

### Egendom
Lindersköld ägde gårdarna Brunnby i Vreta klosters socken och Näsby i Rystads socken.

### Familj
Lindersköld gifte sig 4 juli 1819 på Näsby med Anna Sofia Elisabet Tidén (1802–1831), dotter till professorn Johan Peter Tidén och Sigfrid Sofia Frodin. De fick tillsammans barnen Gunilla Lindersköld (1820–1894), possessionaten Oskar Lindersköld (1822–1870), Josefina Lindersköld (1824–1878), majoren Axel Lindersköld (1827–1911) och Axel Bogislaus Gustaf Lindersköld (1830–1830).